# Teilkrone
Teilkronen (englisch partial crown) können als schonende Variante der Krone bei ausgedehnten Zahnhartsubstanzdefekten, die keine Restaurierung mittels Füllungstechnik bzw. eines Inlays zulassen, zum Einsatz kommen.
Im Gegensatz zur Krone, deren Präparationsgrenze am Zahnhals verläuft, liegt der Teilkronenrand bei tragenden Zahnhöckern im Bereich des anatomischen Zahnäquators, während Scherhöcker lediglich überkuppelt werden.
Als Materialien kommen Edelmetalllegierungen sowie vollkeramische Materialien in Frage. Nicht nur aus ästhetischen Gesichtspunkten, sondern besonders wegen der Möglichkeit zur adhäsiven Zementierung und damit der Stabilisierung der Restzahnhartsubstanz ist für Teilkronen Keramik ein ausgezeichneter Werkstoff.

## Quelle
- Elmar Hellwig, Joachim Klimek, und Thomas Attin: Einführung in die Zahnerhaltung. Elsevier 2006. ISBN 978-3437055805